# Wayaga Island
Wayaga Island är en ö i Kenya.   Den ligger i länet Siaya, i den västra delen av landet, 290 km väster om huvudstaden Nairobi.